# 발트 함대
발트 함대(러시아어: Балтийский флот, БФ, 영어: Baltic Fleet)는 러시아와 소련의 함대이다. 소련 시대 이중으로 적기훈장을 수여받았다. 1703년 5월 18일 대북방전쟁 와중에 표트르 대제에 의해 창립되어, 러시아 해군 함대 중 가장 오랜 역사를 가지고 있다. 발트함대는 러일전쟁 당시 태평양함대가 패배한 이후, 쓰시마 해전에서 패하기까지 중요한 역할을 수행하였으며, 지노비 로제스트벤스키 제독의 지휘하에 동아시아까지의 먼 항해를 감행하였다.
발트함대의 구성원들은 볼셰비키 혁명에서 중요한 역할을 수행했다. 그러나 점차 볼셰비키 신정부와의 관계가 악화되어 1921년 크론시타트 반란의 원인이 되기도 했다. 반란이 진압된 이후 한동안 정상적인 함대로서의 기능이 정지되었다. 겨울전쟁 때는 제한적인 역할만을 수행하였고, 1941년 8월 소련의 탈린 철수를 수행하였다.

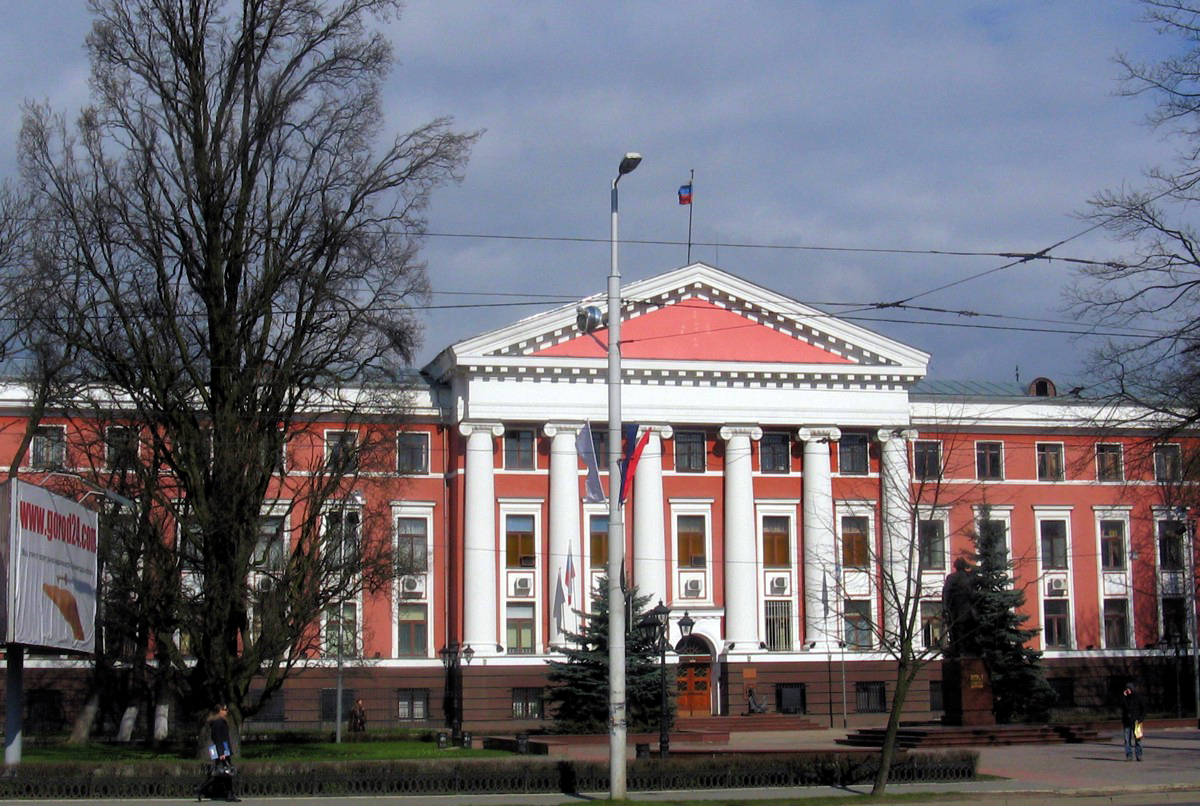
발트 함대의 본부(칼리닌그라드). 제 2차 세계대전 이전에는 중앙우체국 건물이었다.

소비에트 연방의 해체로 발트 3국에 있던 발트함대의 기지는 사용이 불가능해졌으며, 제2차 세계대전 때 소련이 확보한 칼리닌그라드(구 독일령 동프로이센 쾨니히스베르크)만이 유일한 부동항으로 남았다.